# Nashim
Nashim ("Mulheres" ou "Esposas") é a terceira ordem da Mishná (também da Tosefta e do Talmude), contendo as leis respeitantes às mulheres e a vida familiar judaica. Das seis Ordens da Mishná, é a segunda mais curta. A ordem consiste em sete tratados:
1. Yevamot (יבמות, "Casamento de levirato").
2. Ketubot (כתובות, "Acordo nupcial").
3. Nedarim (נדרים, "Votos").
4. Nazir (נזיר, "Abstinente").
5. Sotá (סוטה, "Mulher suspeita de adultério").
6. Guittin (גיטין, "Atestado de divórcio").
7. Kiddushin (קידושין, "Noivados").

A razão tradicional para o ordenamento destes tratados, de acordo com o Rambam, também conhecido como Maimónides, é a seguinte:
- Yevamot é o primeiro porque, ao contrário dos restantes, refere-se em grande parte a um preceito obrigatório (o casamento de levirato), em oposição a um preceito voluntário.
- Ketubot segue-se porque significa o começo da vida de casado.
- Nedarim, porque quando um homem se casa com uma mulher, ele tem o direito legal (sob certas condições) de anular os votos que a sua esposa tenha feito.
- Nazir, referindo-se a um tipo específico de voto, é uma continuação do assunto de votos ou juramentos.
- As penúltimas secções lidam com o término do casamento, com Sotá que diz respeito à infedilidade e Guittin, sobre o próprio divórcio (a ordem de Rambam troca estes dois tratados).
- Kiddushin é no final porque segue a ordem das Escrituras segundo a qual, quando uma mulher se divorcia, ela pode ser "prometida" a qualquer homem, este novo compromisso simbolizado pela colocação de Kiddushin.

Tanto o Talmude Babilónico como o Talmude de Jerusalém ou Yerushalmi, têm uma Guemará sobre cada um dos tratados desta Ordem.